# Ministère des Affaires étrangères (Thaïlande)
Pour les articles homonymes, voir Ministère des Affaires étrangères.
Le ministère des Affaires étrangères (Abrv : MFA ; thaï : กระทรวงการต่างประเทศ) est le principal département gouvernemental chargé des relations étrangères pour la Thaïlande. Le ministère est dirigé par le ministre des Affaires étrangères, qui est également membre du Cabinet de la Thaïlande. Le ministre est nommé par le Premier ministre. Le ministère est chargé de la formulation et de l'exécution de la politique étrangère du royaume de Thaïlande. Le ministère gère et maintient les missions diplomatiques thaïlandaises dans le monde entier.

## Histoire
Avant la création du ministère, une grande partie des relations étrangères du pays étaient gérées par les monarques absolus de l'époque. Pendant le royaume d'Ayutthaya, les relations étrangères étaient gérées par le « Krom Phra Khlang » (thaï : กรมพระคลัง) (ou le département du Trésor). Le chef de ce département était connu sous le nom de « Phra Khlang » (thaï : พระคลัง) et parfois appelé « Berguelang » ou  « Barcelon » par les auteurs étrangers. Un Phra Khlang Kosathibodi notable sous le règne du roi Narai était Kosa Lek (en), qui était le frère aîné du célèbre ambassadeur siamois en France Kosa Pan, datant du XVIIe siècle. Kosa Pan est également devenu un Phra Khlang Kosathibodi sous le règne de Petracha. Peu après, un sous-département appelé « Kromma Tha » (thaï : กรมท่า, département du port) a été créé pour s'occuper des étrangers.
Pendant la période de Bangkok, la plupart de ces caractéristiques ont été conservées. Par exemple, le Chau Phaya-Phraklang, en sa qualité de ministre d'État au nom de Jessadabodindra, a négocié le Traité d'amitié et de commerce siamoise-américain (en) de 1833 avec Edmund Roberts, en sa qualité d'émissaire des États-Unis, au nom du président Andrew Jackson.
En 1840, le roi Mongkut, le roi suivant, a fondé le ministère des affaires étrangères du royaume de Siam, qui était administré directement par le roi. Les responsabilités et les rôles de l'ancien « Krom » ont été transférés à ce ministère. Chao Phraya Bhanuwong est devenu le premier ministre des affaires étrangères du Siam en 1871, nommé par le roi Chulalongkorn. En 1881, le prince Devawongse Varoprakar (en) a été nommé pour le remplacer. Connu aujourd'hui comme le père de la diplomatie thaïlandaise, il a réorganisé et modernisé le ministère pour qu'il réponde aux normes du XIXe siècle. Le ministère a ensuite été établi de façon permanente au palais de Saranrom, à l'est du Grand Palais. Le ministère a été divisé en sept divisions.